# 아즈텍WB
아즈텍WB(Aztech WB)는 대한민국의 모직물 기업이다. 본사는 서울특별시 강남구 봉은사로33길 10에 위치해 있다. 대표이사는 허재명이다. 상한가는 지분을 보유하고 있는 큐라티스가 지난 4일 한국거래소에 회사와 대표이사가 청소년과 성인용 결핵백신 개발기업 큐라티스의 지분을 보유하고 있다

## 지배구조
주가하락 때 허재명 대표이사의 자녀인 허현정과 허준환이 장내 매수를 통해 지분율을 각각 1.20%로 확대하였다

## 상장
2000년 10월 26일에 코스닥 상장하였다.

## 같이 보기
- 큐라티스

## 참고 문헌
1. ↑  한국IR협의회 기술분석보고서-아즈텍WB, 2019. 1. 17[깨진 링크(과거 내용 찾기)]
2. ↑  전통 모직물 제조 코스닥 상장기업 (주)아즈텍WB, 금융 빅데이터 시장 진출, 파이낸셜뉴스, 2020.10.15
3. ↑  아즈텍WB, 무림SP 상한가, 뉴스프라임, 2022.08.05
4. ↑  정유현, '주가 하락' 아즈텍WB, 특관인 지배력 키웠다, 더벨, 2022-10-14